# École préparatoire des cadets de l'armée de terre

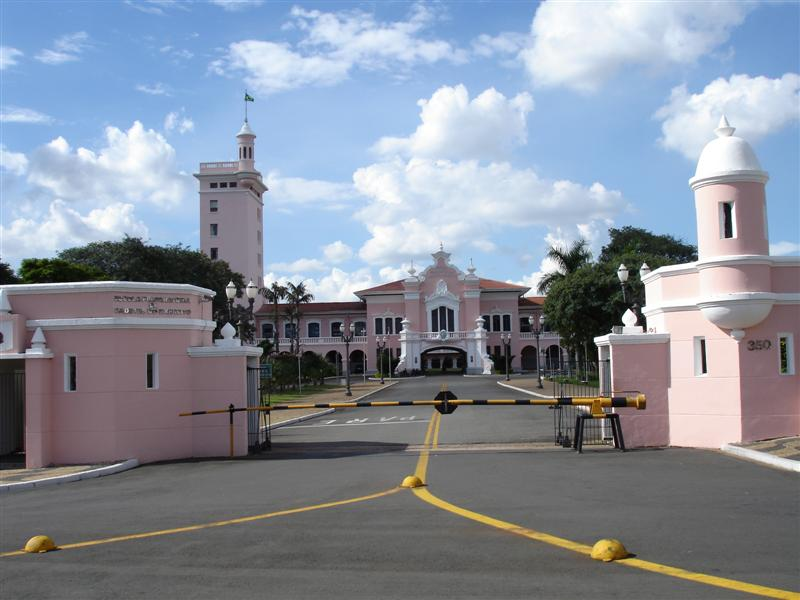
Le siège de l'EsPCEx.

L'École préparatoire des cadets de l'armée de terre (en portugais : Escola Preparatória de Cadetes do Exército - EsPCEx) est une école militaire brésilienne située à Campinas, dans l'État de São Paulo. Fondée en 1939, sa mission est de préparer ses élèves à intégrer l'école d'officier de l'Armée de terre brésilienne, l'Académie militaire d'Agulhas Negras (AMAN), située à Resende, dans l'État de Rio de Janeiro.

## Missions
L'inscription à l'EsPCEx se fait par le biais d'un concours d'admission organisé chaque année pour les jeunes hommes et femmes qui ont terminé la 3e année du secondaire. L’élève de l'EsPCEx reçoit en un an une formation équivalente à la 1re année d’enseignement supérieur ainsi qu’une formation militaire nécessaire au futur cadet de l'AMAN.
Outre les disciplines de l'enseignement supérieur, le cursus comprend l'éducation militaire, notamment préparatoire à l'AMAN et à la vie militaire, qui met l'accent sur la préparation physique de l'élève. Il garantit à l'étudiant, en plus de la possibilité d'entrer à l'AMAN, le certificat d'accomplissement du service militaire au sein de l'EsPCEx. Depuis 2012, l'école constitue la première année de formation de l'officier de carrière militaire qui dure cinq ans.

## Histoire

### L'origine

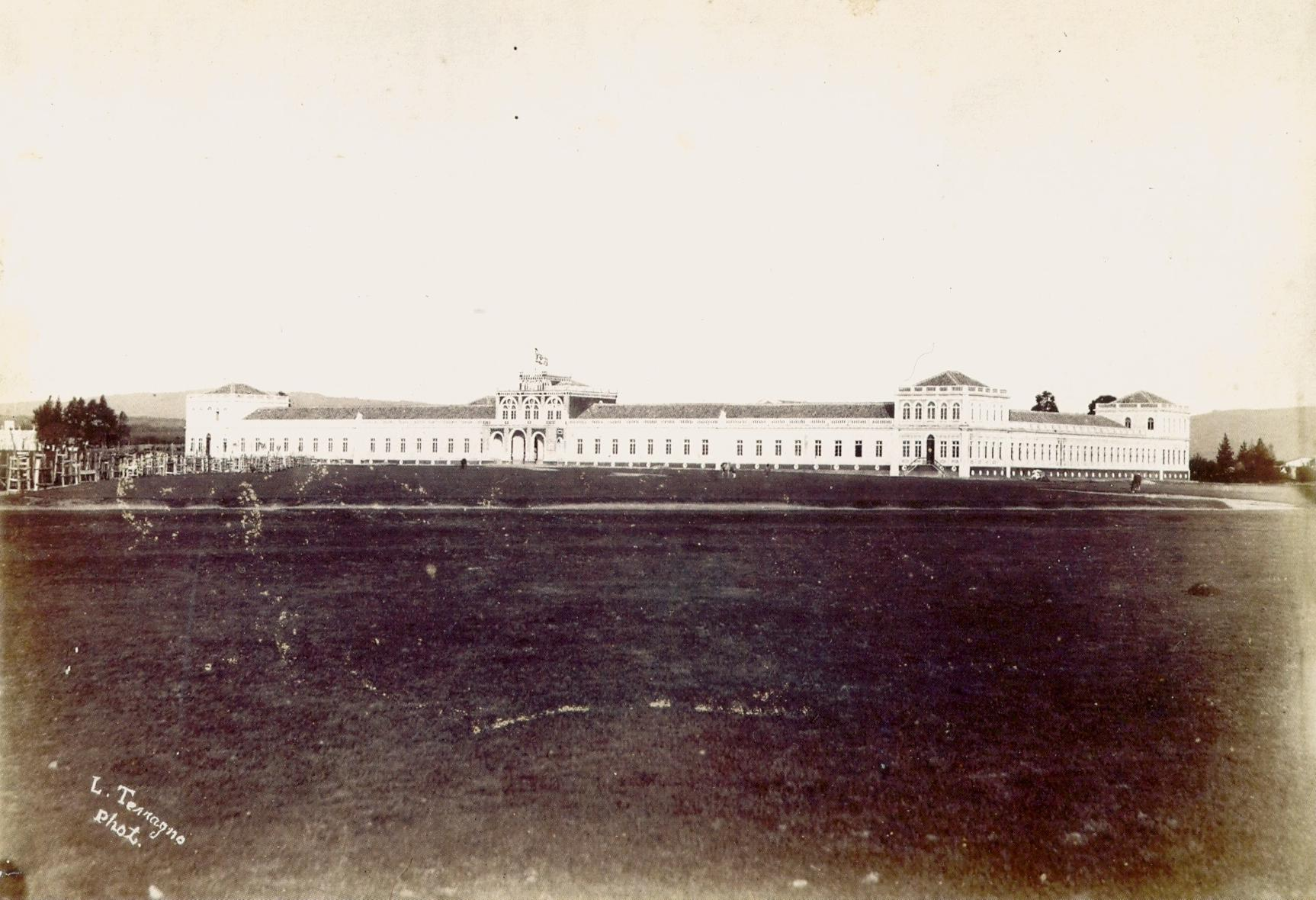
L'École militaire de Porto Alegre, en 1885.

La formation préparatoire de l’armée est instituée en 1939 avec la transformation du collège militaire de Porto Alegre en une « école de formation des cadets », appelée plus tard École préparatoire de Porto Alegre (EPPA). Les capacités d'accueil une fois atteintes, l'armée brésilienne décide de créer de nouvelles écoles préparatoires afin de répondre à la forte demande de la course aux armements. En conséquence, par décret-loi n ° 2584 du 17 septembre 1940, l'École préparatoire des cadets de São Paulo (EPSP) est installée à titre provisoire dans le bâtiment de l'hôpital Sírio-Libanês, dans le quartier de Bela Vista, sur décision du gouvernement de São Paulo, qui exprime son vif intérêt d'avoir une école militaire sur son territoire.
En 1942, l'École préparatoire de Fortaleza (EPF) est également créée. En 1946, la Société récréative et littéraire (SRL) est créée comme organe représentatif la communauté des élèves, pour contribuer à la diversification des activités de ceux-ci dans la vie scolaire. La même année, le premier bal de promo a lieu au théâtre municipal de São Paulo.
En 1944, la construction de l'actuel bâtiment de l'École commence dans la zone de Chapadão à Campinas. Le projet, de style colonial espagnol, est conçu par l’ingénieur architecte Hernani de Val Penteado.
Le 23 janvier 1959, l'EPSP est transférée à Campinas et prend le nom d'École préparatoire de Campinas (EPC).
Les trois écoles préparatoires sont très actives dans les années 1940 et 1950, mais par le décret no 166 du 17 novembre 1961, les écoles de Fortaleza et de Porto Alegre sont dissoutes, alors que la fermeture de celle de Campinas est prévue pour le 31 décembre 1963. Cependant la mobilisation autour du commandant de l'EPC entraîne l'annulation de la fermeture de l'école par un décret publié au Journal officiel fédéral le 27 novembre 1963.

### Le transfert à Campinas

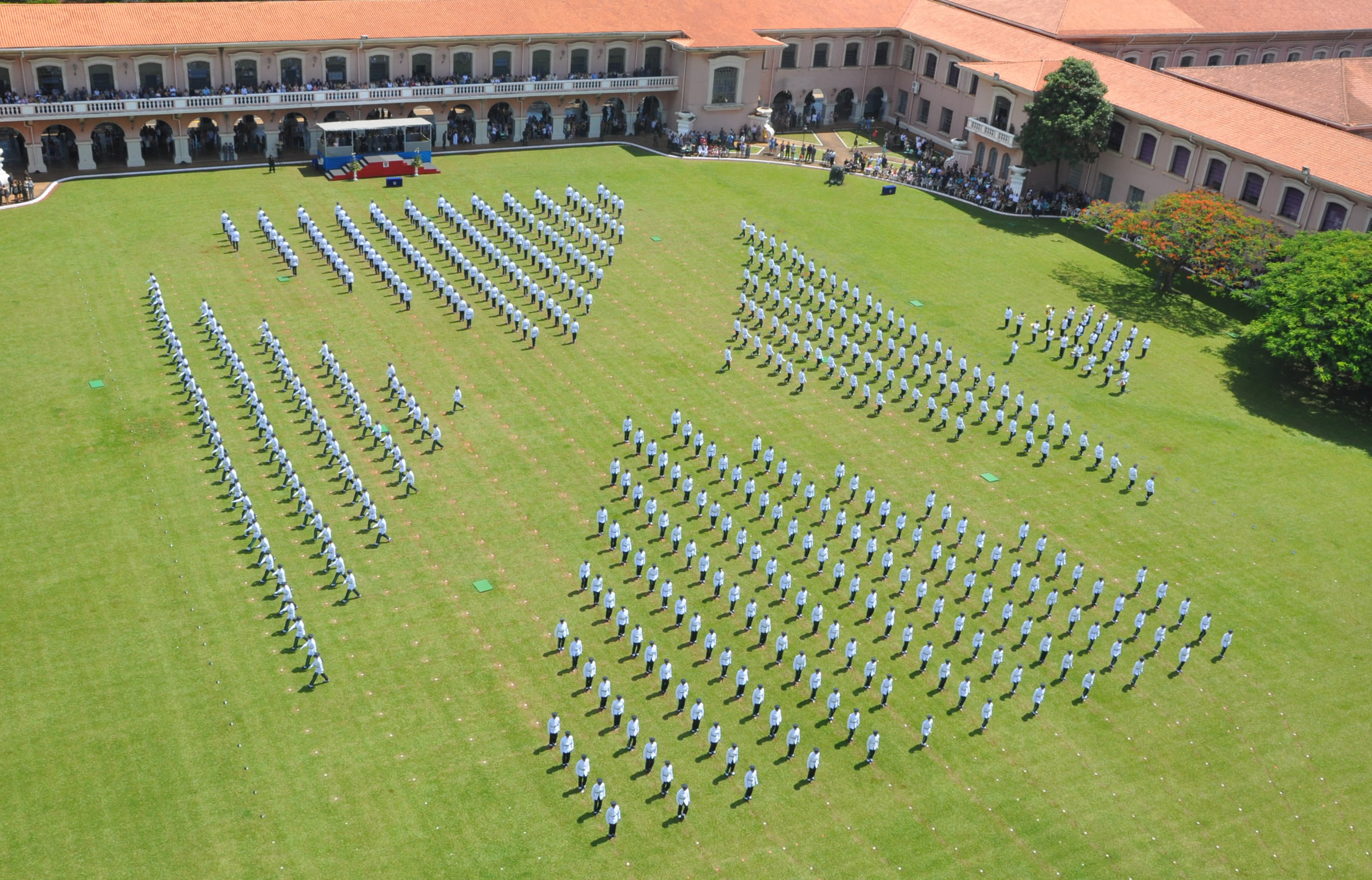
Le serment au drapeau par les élèves.

Le transfert de l'école à Campinas commence au début des années 1940 avec la proposition du gouvernement de l'État de São Paulo qui fait donation d'un terrain par un décret-loi du 20 mars 1944 et propose de prendre en charge les frais d'installation. Un accord est signé en ce sens avec le ministère de la Guerre 
La réalisation est confiée à l’architecte Hernani Val Penteado, dont le projet comprend un ensemble de quatre pavillons, disposés autour d'une vaste place d'armes. Chacune des trois armes, l'armée de terre, la marine et l'armée de l’air occupe l'un des pavillons, le quatrième étant destiné aux élèves du cours commun de première année.
Les travaux commencent en 1944 sous la direction du gouvernement de l'État de São Paulo. Mais les ressources manquent pour leur achèvement et ils sont suspendus. Enfin en 1958, l'armée s'intéresse de nouveau au projet qui est finalement achevé, ce qui permet le transfert effectif de l'école l'année suivante.

### L'extinction

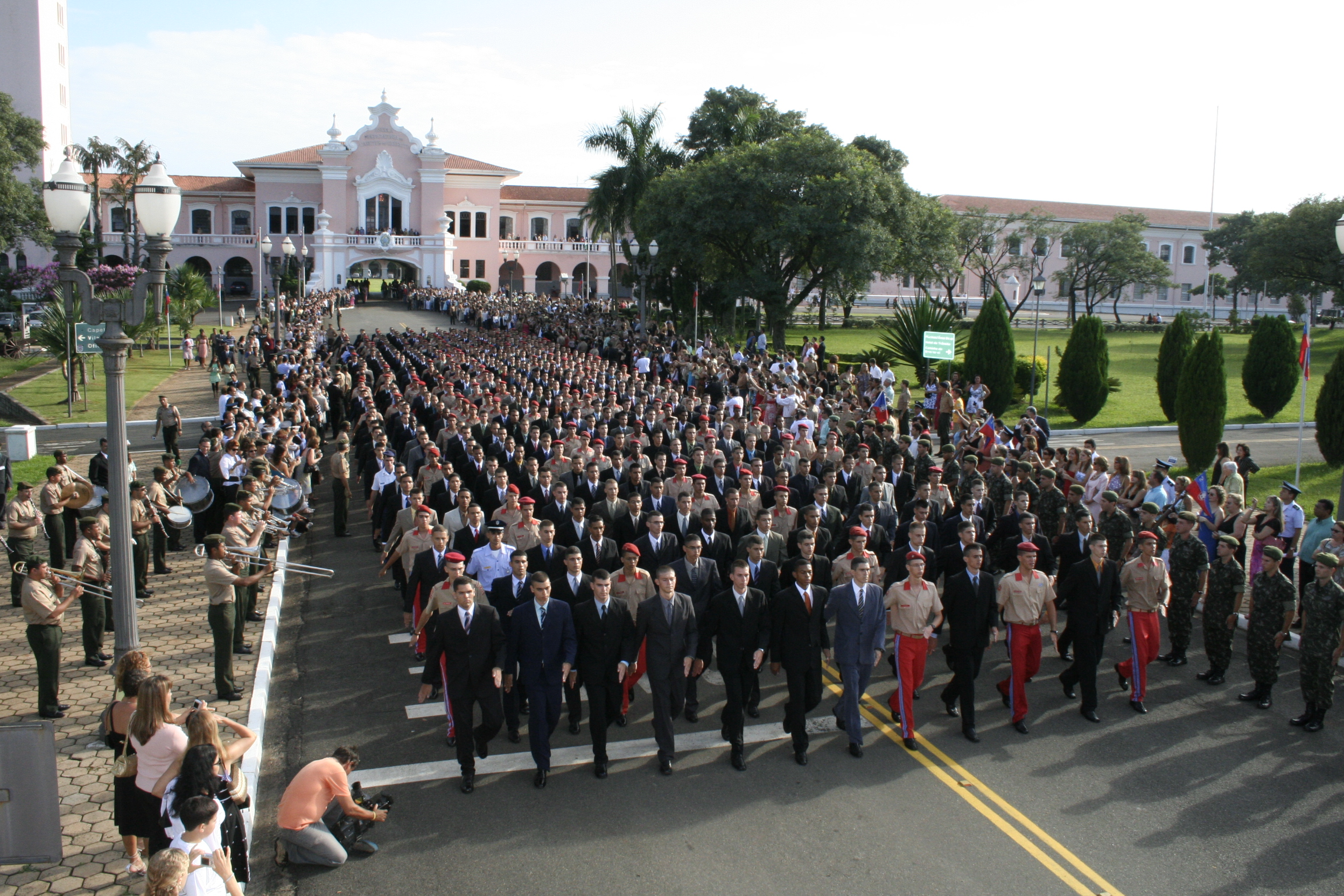
Solennité de l'entrée aux portes

Les difficultés ne se limitaient pas aux œuvres. Le décret n ° 166, du 17 novembre 1961, transformait les Écoles Préparatoires de Porto Alegre et de Fortaleza en Collèges Militaires et son article 3 réservait une désagréable surprise à l’école: "L’École Préparatoire des Cadets de Campinas devrait être éteinte le 31 décembre 1963 et, à compter de l'année scolaire 1962, ne recevra plus de nouveaux étudiants pour la première année."
L'opinion publique de Campinas s'est exprimée et a fait pression sur le gouvernement en faveur de la permanence de l'établissement d'enseignement dans la ville. Ce dilemme affectait directement le commandement de l’école jusqu’à ce que la décision soit révoquée le 26 novembre 1963, date d’expiration du délai de fermeture.

### Renaissance
Surmontant les difficultés, à partir de 1964, l’École retrouva son destin. Les travaux de finition ont été repris en 1967; a changé sa dénomination "École Préparatoire de Campinas" en "École Préparatoire des Cadets de l'Armée". Les changements ont atteint son domaine physique, ses installations, ses serveurs et son programme.
Pendant de nombreuses années, depuis son arrivée à Campinas jusqu'en 1990, l’École a fonctionné en un cycle de 3 ans, administrant tout le lycée. À partir de 1991, l'armée a opté pour n'effectuer que la 3e année, dans un format mieux approprié pour la formation des futurs cadets. Ce modèle a duré environ 20 ans.

### Établissement d'enseignement supérieur
L'ordonnance n ° 152, du 16 novembre 2010. du Chef d'État-Major de l'Armée a approuvé la directive relative à la mise en œuvre du nouveau système de formation de l'officier de carrière de l'armée brésilienne de la ligne d'enseignement militaire. En vertu de cette directive, le baccalauréat en sciences militaires a duré cinq ans, le premier étant dans l’ESPCEx et les quatre autres dans l’AMAN. Par conséquent, de nombreux cours de niveau supérieur non professionnels sont enseignés à l’École. La formation militaire a également été renforcée. Cela a permis une plus grande disponibilité de la charge de travail dans AMAN pour les disciplines qui répondent aux nouvelles exigences de la formation de l'officier de combat au 21e siècle.
Chaque année, EsPCEx compte environ 500 étudiants de différentes régions du Brésil, hébergés dans l’école comme internat, où ils reçoivent, en plus des cours et des instructions, des uniformes, de la nourriture et des indemnités. Au sein de l’établissement, les étudiants sont répartis dans trois Compagnies (Eagle, Lion et Panther), chacune composée de cinq pelotons sur un total de quinze.
En 2017, pour la première fois de son histoire, l'École accueille des femmes en tant qu'élèves.

## Sources
- (pt) Cet article est partiellement ou en totalité issu de l’article de Wikipédia en portugais intitulé « Escola Preparatória de Cadetes do Exército » (voir la liste des auteurs).